# Colossal Youth
Colossal Youth est l'unique album studio du groupe britannique Young Marble Giants sorti en février 1980. 
Produit par le groupe lui-même, il se caractérise par un son minimaliste, dépouillé, où une guitare rythmique, une basse, un orgue électrique et une boîte à rythmes rudimentaire bricolée par un des membres, accompagnent un chant féminin très simple. Devenu culte auprès de musiciens comme Kurt Cobain, Peter Buck ou Dominique A, il est considéré par la presse spécialisée comme précurseur de la Lo-fi,.
L'album devient la seconde meilleure vente du label Rough Trade, et se classe 20e dans les charts en Nouvelle-Zélande,.
Il est réédité en 2007 en version 3 CD, avec des titres supplémentaires figurant à l'origine sur le single Final Day sorti en juin 1980, le EP Testcard (mars 1981), les Peel Sessions enregistrées en 1980 et la compilation Salad Days (2000).
Le titre de l'album, tout comme le nom du groupe, se réfère au Kouros, une statue grecque de jeune homme. 

## Composition du groupe
- Alison Statton : chant
- Stuart Moxham : guitare et orgue électrique
- Philip Moxham : basse

+ Dave Dearnalley : bottleneck sur le titre Include Me Out

## Liste des titres

### Album original
Toutes les chansons sont écrites et composées par Stuart Moxham sauf mention.
| 1. | Searching for Mr. Right |                                   | 3:01 |
| 2. | Include Me Out          |                                   | 1:58 |
| 3. | The Taxi                |                                   | 2:05 |
| 4. | Eating Noddemix         | - Phillip Moxham - Alison Statton | 2:01 |
| 5. | Constantly Changing     |                                   | 2:02 |
| 6. | N.I.T.A.                |                                   | 3:29 |
| 7. | Colossal Youth          |                                   | 1:53 |

| 8.  | Music for Evenings           |                         | 3:00 |
| 9.  | The Man Amplifier            |                         | 3:13 |
| 10. | Choci Loni                   | - S. Moxham - P. Moxham | 2:35 |
| 11. | Wurlitzer Jukebox            |                         | 2:44 |
| 12. | Salad Days                   | - S. Moxham - Statton   | 1:59 |
| 13. | Credit in the Straight World |                         | 2:27 |
| 14. | Brand - New - Life           |                         | 2:52 |
| 15. | Wind in the Rigging          |                         | 2:26 |

### Réédition de 2007
CD 1 : liste des titres identique à celle de l'édition originale.
Toutes les chansons sont écrites et composées par Stuart Moxham sauf mention.
| 1.  | This Way                              | - S. Moxham - P. Moxham | 1:40 |
| 2.  | Posed by Models                       | - S. Moxham - P. Moxham | 1:22 |
| 3.  | The Clock                             | - S. Moxham - P. Moxham | 1:37 |
| 4.  | Clicktalk                             | - S. Moxham - P. Moxham | 2:41 |
| 5.  | Zebra Trucks                          | - S. Moxham - P. Moxham | 1:31 |
| 6.  | Sporting Life                         | - S. Moxham - P. Moxham | 1:01 |
| 7.  | Final Day                             |                         | 1:42 |
| 8.  | Radio Silents                         |                         | 1:52 |
| 9.  | Cake Walking                          |                         | 2:48 |
| 10. | Ode to Booker T                       |                         | 3:02 |
| 11. | Have Your Toupee Ready                |                         | 1:08 |
| 12. | N.I.T.A.                              |                         | 4:27 |
| 13. | Brand - New - Life                    |                         | 2:53 |
| 14. | Zebra Trucks                          |                         | 1:31 |
| 15. | Choci Loni                            | - S. Moxham - P. Moxham | 2:13 |
| 16. | Wind In The Rigging                   |                         | 2:37 |
| 17. | The Man Shares His Meal With His Beat |                         | 4:23 |
| 18. | The Taxi                              |                         | 2:02 |
| 19. | Constantly Changing                   |                         | 2:05 |
| 20. | Music For Evenings                    |                         | 2:56 |
| 21. | Credit In The Straight World          |                         | 2:11 |
| 22. | Eating Noddemix                       | - P. Moxham - Statton   | 2:00 |
| 23. | Ode To Booker T                       |                         | 3:00 |
| 24. | Radio Silents                         |                         | 2:51 |
| 25. | Hayman                                | P. Moxham               | 1:24 |
| 26. | Loop The Loop                         |                         | 3:00 |

- Note : les titres 1 à 6 figurent à l'origine sur le EP Testcard, 7 à 9 sur le 45 tours et maxi 45 tours Final Day, 10 sur une compilation multi artistes Is The War Over ? sortie en octobre 1979 sur le label Z Block Records, 11 à 26 sur la compilation Salad Days, ces derniers étant des démos[10].

| 1. | Searching For Mr Right |                         | 2:35 |
| 2. | Brand – New – Life     |                         | 2:46 |
| 3. | Final Day              |                         | 1:56 |
| 4. | N.I.T.A.               |                         | 3:43 |
| 5. | Posed By Models        | - S. Moxham - P. Moxham | 1:31 |

- Note : Enregistré le 20 août 1980 et diffusé le 26 août 1980 sur la BBC Radio One[10].

## Reprises
- Nicola Sirkis a adapté en français Brand-New-Life sous le titre Alice dans la lune sur l'album Dans la lune... en 1992[11].
- Le groupe Hole a repris Credit In The Straight World sur l'album Live Through This en 1994[12].
- Adam Green a repris Eating Noddemix sur la compilation anniversaire des 25 ans du label Rough Trade Stop Me If You've Heard This Before en 2003[13].